# 南安普敦 (紐約州村)
南安普敦（英語：Southampton）是位於美國紐約州薩福克縣的村。

## 人口
根據2020年美國人口普查的數據，南安普敦的面積為19.24平方千米，當中陸地面積為16.88平方千米，而水域面積為2.36平方千米。當地共有人口4550人，而人口密度為每平方千米236人。